# Saison 1976-1977 de la Jamiat Sari' Kawkabi
Maillots
Chronologie
Saison précédente Saison suivante
Cet article traite de la saison 1976-1977 de la Jamiat Sari' Kawkabi, nom que portait la Jeunesse sportive de Kabylie à cette époque. Ce fut une saison remarquable car le club remporta son premier doublé Coupe-Championnat. Les matchs se déroulent essentiellement en National I, mais aussi en Coupe d'Algérie.
Il s'agissait de sa quinzième saison depuis l'indépendance de l'Algérie, soit sa vingt-cinquième saison sportive si l'on prend en compte les dix précédentes qui eurent lieu durant l'époque coloniale.

## Contexte historique et footballistique

### Bref rappel de la saison passée
La JS Kawkabi au début de la saison 1975-1976

### Contexte sportif d'avant-saison
La JS Kawkabi qui produisait l'an passé un jeu intéressent grâce à un collectif bien rodé, avait terminé l'exercice à la troisième place au classement. En s'appuyant sur cette bonne saison, les dirigeants procédèrent à peu de changement en vue de rééditer de bons résultats. Les seuls à quitter l'effectif furent les joueurs Ghani et Kamel Tahir, anciens du club qui étaient là depuis la saison 1971-1972, mais aussi du jeune Mourad Derridj dit « Bangu » âgé alors de vingt-six ans. Pour le remplacer, on fit venir le jeune Daoudi Bachir afin d'épauler Mokrane Baïlèche en attaque.
Si au niveau des joueurs l'effectif semblait stable on ne pouvait pas autant en dire du poste d'entraîneur. Car depuis le départ d'Ali Benfadah (saisons 1967-1968 et 1968-1969), aucun autre n'est resté plus d'un an à ce jour. Le duo d'entraîneurs de l'an passé constitué d'Abderrahmane Boubekeur et du français Christian Manjou qui drivait la JSK, cèda sa place à un autre duo composé du hongrois André Nagy associé au jeune Mahieddine Khalef.

## Championnat d'Algérie de National I (1976-1977)

### Calendrier de la National I (1976-1977)
La JS Kawkabi disputa cette saison sa huitième participation consécutive dans l'élite. Le groupe de la National I à cette époque fut constitué de quatorze équipes ce qui donna un championnat à vingt-six journées. À la fin de la compétition, l'équipe qui termina première de cette poule unique fut sacrée championne d'Algérie et se qualifia pour la compétition africaine l'an prochain, à savoir la Coupe d'Afrique des clubs champions. En revanche les trois derniers du classement furent automatiquement relégués en National II.
| Phase aller       | Match 1             | Match 2             | Match 3             | Match 4               | Match 5               | Match 6               | Match 7             | Phase retour     |
| ----------------- | ------------------- | ------------------- | ------------------- | --------------------- | --------------------- | --------------------- | ------------------- | ---------------- |
| 10 septembre 1976 | M.C.A. / A.S.O.     | M.O.C. / R.C.K.     | M.C.O. / C.A.B.     | N.A.H.D. / C.R.B.     | E.S.S. / R.C.G.O.     | U.S.M.M.C. / E.S.G.   | J.S.K. / U.S.M.A.   | 7 janvier 1977   |
| 17 septembre 1976 | R.C.K. / M.C.A.     | C.A.B. / M.O.C.     | C.R.B. / M.C.O.     | R.C.G.O. / N.A.H.D.   | E.S.G. / E.S.S.       | U.S.M.A. / U.S.M.M.C. | A.S.O. / J.S.K.     | 21 janvier 1977  |
| 23 septembre 1976 | M.C.A. / C.A.B.     | M.O.C. / C.R.B.     | M.C.O. / R.C.G.O.   | N.A.H.D. / E.S.G.     | E.S.S. / U.S.M.A.     | U.S.M.M.C. / J.S.K.   | A.S.O. / R.C.K.     | 28 janvier 1977  |
| 1er octobre 1976  | C.R.B. / M.C.A.     | R.C.G.O. / M.O.C.   | E.S.G. / M.C.O.     | U.S.M.A. / N.A.H.D.   | J.S.K. / E.S.S.       | U.S.M.M.C. / A.S.O.   | C.A.B. / R.C.K.     | 4 mars 1977      |
| 15 octobre 1976   | M.C.A. / R.C.G.O.   | M.O.C. / E.S.G.     | M.C.O. / U.S.M.A.   | N.A.H.D. / J.S.K.     | E.S.S. / U.S.M.M.C.   | R.C.K. / C.R.B.       | A.S.O. / C.A.B.     | 25 mars 1977     |
| 22 octobre 1976   | E.S.G. / M.C.A.     | U.S.M.A. / M.O.C.   | J.S.K. / M.C.O.     | U.S.M.M.C. / N.A.H.D. | E.S.S. / A.S.O.       | R.C.G.O. / R.C.K.     | C.R.B. / C.A.B.     | 1er avril 1977   |
| 29 octobre 1976   | M.C.A. / U.S.M.A.   | M.O.C. / J.S.K.     | M.C.O. / U.S.M.M.C. | N.A.H.D. / E.S.S.     | R.C.K. / E.S.G.       | C.A.B. / R.C.G.O.     | A.S.O. / C.R.B.     | 8 avril 1977     |
| 5 novembre 1976   | J.S.K. / M.C.A.     | U.S.M.M.C. / M.O.C. | E.S.S. / M.C.O.     | N.A.H.D. / A.S.O.     | U.S.M.A. / R.C.K.     | E.S.G. / C.A.B.       | R.C.G.O. / C.R.B.   | 22 avril 1977    |
| 12 novembre 1976  | M.C.A. / U.S.M.M.C. | M.O.C. / E.S.S.     | M.C.O. / N.A.H.D.   | R.C.K. / J.S.K.       | C.A.B. / U.S.M.A.     | C.R.B. / E.S.G.       | A.S.O. / R.C.G.O.   | 29 avril 1977    |
| 26 novembre 1976  | E.S.S. / M.C.A.     | N.A.H.D. / M.O.C.   | M.C.O. / A.S.O.     | U.S.M.M.C. / R.C.K.   | J.S.K. / C.A.B.       | U.S.M.A. / C.R.B.     | E.S.G. / R.C.G.O.   | 13 mai 1977      |
| 3 décembre 1976   | M.C.A. / N.A.H.D.   | M.O.C. / M.C.O.     | R.C.K. / E.S.S.     | C.A.B. / U.S.M.M.C.   | C.R.B. / J.S.K.       | A.S.O. / E.S.G.       | R.C.G.O. / U.S.M.A. | 27 mai 1977      |
| 17 décembre 1976  | M.C.0. / M.C.A.     | M.O.C. / A.S.O.     | N.A.H.D. / R.C.K.   | E.S.S. / C.A.B.       | U.S.M.M.C. / C.R.B.   | J.S.K. / R.C.G.O.     | U.S.M.A. / E.S.G.   | 3 juin 1977      |
| 31 décembre 1976  | M.C.A. / M.O.C.     | R.C.K. / M.C.O.     | C.A.B. / N.A.H.D.   | C.R.B. / E.S.S        | R.C.G.O. / U.S.M.M.C. | E.S.G. / J.S.K.       | A.S.O. / U.S.M.A.   | 1er juillet 1977 |

. 

La JS Kawkabi débuta comme l'an passé son premier match officiel de la saison à domicile. Ce fut donc face à l'équipe de l'USM Alger au Stade Oukil Ramdane de Tizi Ouzou qu'elle entama la compétition.

### Phase aller de la Nationale I (1976-1977)
La première journée de ce championnat débute le 10 septembre 1976, pour la JS Kawkabi comme pour tous les clubs de la National I ainsi que ceux de la National II dont les journées de matchs ont lieu le même jour.
| Dates             | Journées    | Adversaires       | Lieux des rencontres                 | Scores | Buts JSK                                  | Références           |
| ----------------- | ----------- | ----------------- | ------------------------------------ | ------ | ----------------------------------------- | -------------------- |
| 10 septembre 1976 | 1re journée | USM Alger         | Stade Oukil Ramdane (Tizi Ouzou)     | 1-1    | ??                                        | [ Rapport match 1 ]  |
| 17 septembre 1976 | 2e journée  | ASO El Asnam      | Stade Mohamed Boumezrag (Chlef)      | 0-1    | ??                                        | [ Rapport match 2 ]  |
| 23 septembre 1976 | 3e journée  | USM Maison-Carrée | Stade du 5-Juillet-1962 (Alger)      | 0-1    | Barris 36e                                | [ Rapport match 3 ]  |
| 1er octobre 1976  | 4e journée  | ES Sétif          | Stade Oukil Ramdane (Tizi Ouzou)     | 2-2    | Baïlèche 20e, Daoudi 50e                  | [ Rapport match 4 ]  |
| 15 octobre 1976   | 5e journée  | NAA Hussein Dey   | Stade des Frères Zioui (Hussein Dey) | 2-1    | Aouis 84e (pen.)                          | [ Rapport match 5 ]  |
| 22 octobre 1976   | 6e journée  | MC Oran           | Stade Oukil Ramdane (Tizi Ouzou)     | 3-2    | Djebbar 10e, Aouis 12e et 72e             | [ Rapport match 6 ]  |
| 29 octobre 1976   | 7e journée  | MO Constantine    | Stade Chahid Hamlaoui (Constantine)  | 1-3    | Djebbar 13e, Aouis 48e (pen.), Dali 63e   | [ Rapport match 7 ]  |
| 4 janvier 1977    | 8e journée  | MC Alger          | Stade du 5-Juillet-1962 (Alger)      | 1-4    | Baïlèche 24e, 77e et 85e, Barris 82e      | [ Rapport match 8 ]  |
| 12 novembre 1976  | 9e journée  | RC Kouba          | Stade Mohamed-Benhaddad (Kouba)      | 1-1    | Amri 49e                                  | [ Rapport match 9 ]  |
| 26 novembre 1976  | 10e journée | CA Batna          | Stade Oukil Ramdane (Tizi Ouzou)     | 5-3    | Baïlèche 20e, 58e, 65e et 85e, Daoudi 89e | [ Rapport match 10 ] |
| 3 décembre 1976   | 11e journée | CR Belcourt       | Stade du 5-Juillet-1962 (Alger)      | 0-1    | Baïlèche 62e                              | [ Rapport match 11 ] |
| 17 décembre 1976  | 12e journée | RCG Oran          | Stade Oukil Ramdane (Tizi Ouzou)     | 4-0    | Daoudi 6e et 52e Baïlèche 18e, Makri 75e  | [ Rapport match 12 ] |
| 31 décembre 1976  | 13e journée | ES Guelma         | Stade Souidani Boudjemaa (Guelma)    | 1-3    | Baïlèche 50e et 77e, Daoudi 58e           | [ Rapport match 13 ] |

### Classement à la trêve hivernale
Le classement est établi sur le même barème de points que durant l'époque coloniale, c'est-à-dire qu'une victoire vaut trois points, un match nul deux points et défaite à un point.
| Rang | Équipe            | Pts | J  | G | N | P  | Bp | Bc | Diff |
| ---- | ----------------- | --- | -- | - | - | -- | -- | -- | ---- |
| 1    | JS Kawkabi        | 34  | 13 | 9 | 3 | 1  | 30 | 14 | +16  |
| 2    | NAA Hussein Dey   | 33  | 13 | 9 | 2 | 2  | 24 | 20 | +4   |
| 3    | CR Belcourt       | 33  | 13 | 8 | 3 | 2  | 20 | 8  | +12  |
| 4    | RC Kouba          | 28  | 13 | 5 | 5 | 3  | 18 | 11 | +7   |
| 5    | MC Oran           | 27  | 12 | 6 | 3 | 3  | 24 | 16 | +8   |
| 6    | ES Sétif          | 26  | 13 | 2 | 9 | 2  | 16 | 15 | +1   |
| 7    | ASO El Asnam P    | 26  | 13 | 5 | 3 | 5  | 13 | 14 | -1   |
| 8    | USM Alger         | 24  | 13 | 4 | 4 | 5  | 12 | 13 | -1   |
| 9    | USM Maison carrée | 24  | 13 | 4 | 3 | 6  | 15 | 18 | -3   |
| 10   | CA Batna          | 23  | 13 | 4 | 2 | 7  | 14 | 18 | -4   |
| 11   | MC Alger T        | 20  | 10 | 4 | 2 | 4  | 18 | 19 | -1   |
| 12   | RCG Oran P        | 20  | 13 | 2 | 3 | 8  | 11 | 24 | -13  |
| 13   | ES Guelma P       | 17  | 12 | 2 | 1 | 9  | 13 | 30 | -17  |
| 14   | MO Constantine    | 16  | 13 | 1 | 2 | 10 | 14 | 35 | -21  |

Qualifications africaines
Coupe d'Afrique des clubs champions 1978
Relégation
Abréviations
T : Tenant du titre

P : Promus de la National II 1975-1976

À mi parcours du championnat, la JS Kawkabi est leader de la National I avec 34 points au compteur suivit de très près par le NAA Hussein Dey et le CR Belcourt 2e ex æquo qui totalisent tous deux 33 points.
Des trois promus seule l'ASO El Asnam fait bonne impression en se classant 7e ; le RCG Oran et l'ES Guelma sont en revanche respectivement 12e et 13e et donc relégables, le 14e étant le MO Constantine qui comptabilise déjà dix défaites pour seulement une victoire et deux nuls.
Enfin le tenant du titre, le MC Alger qui compte trois matchs en moins car concerné par la compétition africaine qu'il vient de remporter face au Hafia FC est pour le moment le premier non relégable en se classant 11e.

### Phase retour de la National I (1976-1977)
La quatorzième journée, soit la première journée de la phase retour de ce championnat débute le 7 janvier 1977.
| Dates            | Journées    | Adversaires       | Lieux des rencontres               | Scores | Buts JSK                                             | Références           |
| ---------------- | ----------- | ----------------- | ---------------------------------- | ------ | ---------------------------------------------------- | -------------------- |
| 7 janvier 1977   | 14e journée | USM Alger         | Stade Omar-Hamadi (Bologhine)      | 1-1    | Baïlèche 89e                                         | [ Rapport match 14 ] |
| 21 janvier 1977  | 15e journée | ASO El Asnam      | Stade Oukil Ramdane (Tizi Ouzou)   | 2-1    | Ferhat 20e, Barris 86e                               | [ Rapport match 15 ] |
| 28 janvier 1977  | 16e journée | USM Maison-Carrée | Stade Oukil Ramdane (Tizi Ouzou)   | 2-0    | Baïlèche 13e, Barris 25e                             | [ Rapport match 16 ] |
| 4 mars 1977      | 17e journée | ES Sétif          | Stade du 8-Mai-1945 (Sétif)        | 0-0    | -                                                    | [ Rapport match 17 ] |
| 25 mars 1977     | 18e journée | NA Hussein Dey    | Stade Oukil Ramdane (Tizi Ouzou)   | 1-0    | Barris 78e                                           | [ Rapport match 18 ] |
| 1er avril 1977   | 19e journée | MC Oran           | Stade Ahmed-Zabana (Oran)          | 3-2    | Baïlèche 80e, Fréha 84e (csc)                        | [ Rapport match 19 ] |
| 8 avril 1977     | 20e journée | MO Constantine    | Stade Oukil Ramdane (Tizi Ouzou)   | 2-0    | Daoudi 21e, Aouis 42e                                | [ Rapport match 20 ] |
| 22 avril 1977    | 21e journée | MC Alger          | Stade Oukil Ramdane (Tizi Ouzou)   | 3-3    | Dali 48e, Baïlèche 53e, Daoudi 58e                   | [ Rapport match 21 ] |
| 29 avril 1977    | 22e journée | RC Kouba          | Stade Oukil Ramdane (Tizi Ouzou)   | 2-0    | Daoudi 13e et 80e                                    | [ Rapport match 22 ] |
| 13 mai 1977      | 23e journée | CA Batna          | Stade du 1er novembre 1954 (Batna) | 2-0    | -                                                    | [ Rapport match 23 ] |
| 27 mai 1977      | 24e journée | CR Belcourt       | Stade Oukil Ramdane (Tizi Ouzou)   | 3-2    | Aouis 25e, Makri 52e, Baïlèche 80e                   | [ Rapport match 24 ] |
| 3 juin 1977      | 25e journée | RCG Oran          | Stade Lahouari Benahmed (Oran)     | 1-4    | El Ghotni 15e (csc), Ferhat 49e et 78e, Baïlèche 55e | [ Rapport match 25 ] |
| 1er juillet 1977 | 26e journée | ES Guelma         | Stade Oukil Ramdane (Tizi Ouzou)   | 5-0    | Daoudi 16e (pen.), 70e et 85e, Baïlèche 78e et 80e   | [ Rapport match 26 ] |

### Classement final
| Rang | Équipe            | Pts | J  | G  | N  | P  | Bp | Bc | Diff |
| ---- | ----------------- | --- | -- | -- | -- | -- | -- | -- | ---- |
| 1    | JS Kawkabi C      | 66  | 26 | 17 | 6  | 3  | 57 | 27 | +30  |
| 2    | CR Belcourt       | 63  | 26 | 15 | 7  | 4  | 40 | 19 | +21  |
| 3    | NA Hussein Dey    | 62  | 26 | 16 | 5  | 5  | 60 | 26 | +34  |
| 4    | MC Oran           | 62  | 26 | 13 | 10 | 3  | 53 | 36 | +17  |
| 5    | MC Alger T        | 53  | 26 | 11 | 6  | 8  | 50 | 48 | +2   |
| 6    | CA Batna          | 51  | 26 | 9  | 7  | 10 | 38 | 44 | -6   |
| 7    | ASO El Asnam P    | 51  | 26 | 10 | 5  | 11 | 28 | 28 | 0    |
| 8    | RC Kouba          | 50  | 26 | 6  | 12 | 8  | 30 | 34 | -4   |
| 9    | USM Maison carrée | 50  | 26 | 8  | 8  | 10 | 29 | 35 | -6   |
| 10   | ES Sétif          | 49  | 26 | 4  | 15 | 7  | 28 | 30 | -2   |
| 11   | USM Alger         | 47  | 26 | 7  | 7  | 12 | 32 | 36 | -4   |
| 12   | MO Constantine    | 40  | 26 | 6  | 4  | 15 | 32 | 52 | -20  |
| 13   | RCG Oran P        | 39  | 26 | 4  | 6  | 16 | 22 | 42 | -20  |
| 14   | ES Guelma P       | 37  | 26 | 4  | 4  | 18 | 25 | 67 | -42  |

Qualifications africaines
Coupe d'Afrique des clubs champions 1978
Coupe d'Afrique des vainqueurs de coupe 1978
- C : Vainqueur ou Finaliste de la Coupe d'Algérie

Relégation
Abréviations
T : Tenant du titre

C : Vainqueur de la Coupe d'Algérie 1976-1977

P : Promus de la National II 1975-1976

## Coupe d'Algérie (1976-1977)
| Dates            | Tour              | Adversaires    | Lieux des rencontres                    | Scores | Buts JSK                                                     | Références           |
| ---------------- | ----------------- | -------------- | --------------------------------------- | ------ | ------------------------------------------------------------ | -------------------- |
| 24 décembre 1976 | 1/32e de finale   | NADIT Alger    | Stade du 1er-Novembre-1954 (Tizi Ouzou) | 2-1    | Larbes 3e, Dali 88e                                          | [ Rapport match 27 ] |
| 14 janvier 1977  | 1/16e de finale   | ES Guelma      | Stade du 17 juin (Constantine)          | 2-1    | Amri 62e, Baïlèche 66e                                       | [ Rapport match 28 ] |
| 4 février 1977   | 1/8e de finale    | SNIC Oran      | Stade du 1er-Novembre-1954 (Tizi Ouzou) | 7-1    | Baris 20e, Baïleche 35e 60e 70e 88e, Djebbar 57e, Daoudi 85e | [ Rapport match 29 ] |
| 18 mars 1977     | 1/4 de finale     | ASO El Asnam   | Stade du 5 juillet 1962 (Alger)         | 3-0    | Aouis 12e et 26e, Baïlèche 32e                               | [ Rapport match 30 ] |
| 15 avril 1977    | 1/2 finale Aller  | CR Belcourt    | Stade du 5 juillet 1962 (Alger)         | 1-1    | Larbès 40e                                                   | [ Rapport match 31 ] |
| 6 mai 1977       | 1/2 finale Retour | CR Belcourt    | Stade du 5 juillet 1962 (Alger)         | 2-1    | Daoudi 11e, Baïlèche 59e                                     | [ Rapport match 32 ] |
| 19 juin 1977     | Finale            | NA Hussein Dey | Stade du 5 juillet 1962 (Alger)         | 2-1    | Larbès 35e, Makri 37e                                        | [ Rapport match 33 ] |

## Buteurs
| Joueurs          | Championnat | Coupe d'Algérie | Total |
| ---------------- | ----------- | --------------- | ----- |
| Mokrane Baïleche | 20          | 7               | 27    |
| Bachir Daoudi    | 12          | 2               | 14    |
| Kamel Aouis      | 6           | 2               | 8     |
| Rachid Baris     | 5           | 1               | 6     |
| Salah Larbès     | 0           | 3               | 3     |
| Rachid Dali      | 2           | 1               | 3     |
| Belkacem Makri   | 2           | 1               | 3     |
| Abdellah Djebbar | 2           | 1               | 3     |
| Ferhat           | 2           | 0               | 2     |
| Salem Amri       | 1           | 1               | 2     |
| Total            | 52          | 19              | 71    |

## Voir également
- Jeunesse sportive de Kabylie